# الطبقة النشطة

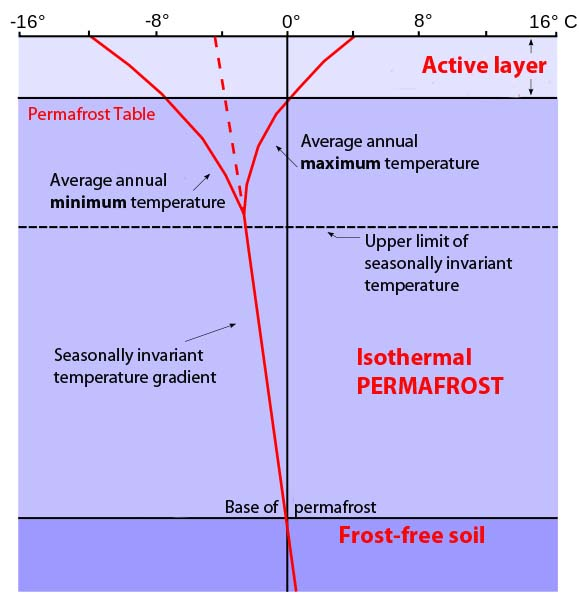
يوضح الخط الأحمر المنقط إلى المتصل متوسط درجة الحرارة مع عمق التربة في منطقة التربة الصقيعية. تُظهر الخطوط على شكل بوق في الأعلى درجات الحرارة القصوى والدنيا الموسمية في "الطبقة النشطة"، والتي تبدأ عند العمق حيث تتقاطع درجة الحرارة القصوى السنوية مع 0 درجة مئوية. الطبقة النشطة متجمدة موسميا. المنطقة الوسطى متجمدة بشكل دائم على شكل "تربة صقيعية". والطبقة السفلية هي الطبقة التي تكون فيها درجة الحرارة الجوفية أعلى من درجة التجمد. لاحظ أهمية العمودي 0 خط °C: يشير إلى الجزء السفلي من الطبقة النشطة في منطقة درجات الحرارة المتغيرة موسميًا والحد السفلي للتربة الصقيعية مع زيادة درجة الحرارة مع العمق.

الطبقة النشطة هي الطبقة العليا من التربة التي تذوب خلال الصيف وتتجمد مرة أخرى خلال الخريف في البيئات التي تحتوي على التربة الصقيعية. في جميع المناخات، سواء كانت تحتوي على التربة الصقيعية أم لا، فإن درجة الحرارة في المستويات السفلية من التربة تظل أكثر استقرارا من تلك الموجودة على السطح، حيث يكون تأثير درجة الحرارة المحيطة أكبر. مما يعني أنه على مدى سنوات عديدة، سوف ينخفض تأثير التبريد في الشتاء والتدفئة في الصيف وذلك في المناخات المعتدلة مع زيادة العمق.
إذا كانت درجة الحرارة في الشتاء أقل من نقطة تجمد الماء، فسوف تتشكل جبهة صقيع في التربة. وهذه الجبهة الصقيعية تعتبر هي الحد الفاصل بين التربة المتجمدة وغير المتجمدة، ومع حلول الربيع والصيف، تذوب التربة، دائمًا من الأعلى إلى الأسفل. إذا تجاوزت التدفئة خلال الصيف التبريد خلال الشتاء، فإن التربة سوف تذوب بشكل كامل خلال الصيف ولن يكون هناك تجمد دائم. يحدث هذا ليس فقط عندما يكون متوسط درجة الحرارة السنوية أعلى من 0 درجة مئوية، ولكن أيضاً عندما تكون درجة الحرارة السنوية المتوسطة أقل قليلاً من 0 درجة مئوية وذلك في المواقع المعرضة لأشعة الشمس مع المواد الأم ذات الملمس الخشن (النباتات).
عندما لا تكون هناك حرارة كافية لإذابة التربة المجمدة بشكل كامل، يتشكل الجليد الدائم. تتكون الطبقة النشطة في هذه البيئة من الطبقات العليا من التربة التي تذوب خلال الصيف، في حين تعتبر الطبقة غير النشطة هي التربة الموجودة أسفلها والتي تتجمد على مدار العام وذلك بسبب فشل الحرارة في اختراقها. ولأنه لا يمكن للمياه السائلة أن تتدفق أسفل الطبقة النشطة، فنتيجة لذلك، فإن بيئات التربة الصقيعية تميل إلى أن تكون سيئة الصرف ومليئة بالمستنقعات كذلك.

## عمق الذوبان في المناطق الصقيعية
إن سمك الطبقة النشطة هو متوسط عمق الذوبان السنوي في مناطق التربة الصقيعية، وذلك تعود أسبابه إلى التسخين الشمسي للسطح. وبالتالي، فإن العامل الأساسي الذي يحدد سمك الطبقة النشطة هو الحد الأقصى لدرجة الحرارة التي تم الوصول إليها خلال فصل الصيف. فإذا كان أعلى بقليل من 0 درجة مئوية، يمكن أن تكون الطبقة النشطة رقيقة جدًا حيث تصل إلى 10 سم فقط في جزيرة إليسمير، وإذا كانت دافئة جدًا، فهي أكثر سمكًا أي ما يمثل حوالي 2.5 سم في ياكوتسك)، وأما إذا كانت التربة الصقيعية متقطعة وبدأت بالذوبان في وقت مبكر، فقد تكون أكثر سمكًا أي5 أمتار في يلونايف. إضافة إلى ذلك، فالمادة الأم للتربة مهمة أيضًا: يمكن أن تكون الطبقات النشطة في التربة المكونة من مواد أم رملية أو حصوية أعمق بما يصل إلى خمس مرات من تلك المكونة من المواد الأم الغنية بالطمي أو الطين. ويرجع ذلك بالأساس إلى أن المادة الأكثر خشونة تسمح بتوصيل قدر أكبر من الحرارة إلى التربة.
ويعد هذا الأمر مهما للغاية لأن جذور النباتات لا تستطيع اختراق ما هو أبعد من الطبقة النشطة وتقتصر على سمكها. ونتيجة لذلك، في بيئة التربة الصقيعية المستمرة، يجب أن تكون جذور النباتات ضحلة، مما يحد من نمو الأشجار إلى الأنواع المتخصصة مثل شجرة لاريكس. وبخلاف ذلك، تتمكن معظم الأشجار الصنوبرية من النمو بسهولة في مناطق التربة الصقيعية المتقطعة.

## تكوين التربة في الطبقة النشطة
إن الاضطراب البارد هو القوة المهيمنة التي تعمل في الطبقة النشطة، مما بجعل تركيبها موحدًا بشكل عام في جميع الأنحاء. ومع ذلك، فإن التنوع في تركيب التربة بسبب الاختلافات في الصخور الأم ملحوظ للغاية في مناطق التربة الصقيعية وذلك يعود بالأساس إلى انخفاض معدل التجوية في المناخ البارد للغاية.
إن المعدل البطيء لتحلل المواد العضوية يعني أن جيليسولات التربة الصقيعية مهمة جدًا كمصرف لثاني أكسيد الكربون. يتكون ثاني أكسيد الكربون والغازات الدفيئة الأخرى وخاصة الميثان من التحلل البطيء جدا للمواد العضوية الزائدة التي تبقى في معظم الجيليسولات وتختلط في طبقة بيرليتوك أثناء فصول الصيف الحارة نسبيًا وتحت تلك الطبقة أثناء الفترات الأكثر دفئًا منذ حوالي 5000 إلى 6000 عام. ونتيجة لذلك، فهذا التخزين الطبيعي للكربون أن ذوبان التربة الصقيعية قد يؤدي إلى تسريع ظاهرة الاحتباس الحراري العالمي. ويشير البعض إلى أن الفرق قد يصبح كبيرا للغاية خاصة إذا تم تخزين الكربون منذ ما قبل ذروة الجليد الأخيرة.

## البيريليتوك
البيريليتوك (Pereletok) هي طبقة من الأرض المتجمدة التي تظل على تلك الحالة بعد تعاقب عدة مواسم صيفية ولكنها تذوب في النهاية. تتمركز البيريليتوك بشكل عام في مناطق التربة الصقيعية، ولكن يمكن العثور عليها أيضًا في المناطق التي لا تقع تحت التربة الصقيعية. وهي يختلف عن التربة الصقيعية في أن الأخيرة هي أرض تظل متجمدة بشكل دائم نسبيًا. ولأن التمييز بين البيريليتوك والصقيع الدائم غير محدد بشكل عالمي من الناحية العملية، لذلك، فإن التمييز بين الاثنين في الميدان أمر صعب. في بعض الأحيان يتم تحديد ثلاثة أنواع مميزة من الأرض المتجمدة بناءً على المدة التي تظل فيها على تلك الحالة: 1) التربة الصقيعية (مجمدة بشكل دائم)، 2) البيريليتوك (مجمدة لسنوات متعددة، و3) الأرض المتجمدة موسميًا.
بسبب الفترة القصيرة نسبيًا التي تظل فيها البيريليتوك مجمدة، يمكن اعتبارها جزءًا من الطبقة النشطة التي تظل مجمدة لفترة طويلة بشكل غير عادي بسبب صيف بارد أو شتاء بارد بشكل خاص.
البيريليتوك هي كلمة روسية يمكن ترجمتها إلى "ما يبقى على قيد الحياة خلال الصيف" وتُعرف أيضًا بإسم إنترغيليسول( intergelisol.